# Siga Tandia
Siga Tandia est une joueuse de football française née le 10 novembre 1987 à Paris évoluant à l'ASJ Soyaux.

## Biographie
Lors de la saison 2018-2019, elle est déléguée club de l'UNFP au sein de l'ASJ Soyaux.